# Amblypodia vivarna
Amblypodia vivarna är en fjärilsart som beskrevs av Thomas Horsfield 1829. Amblypodia vivarna ingår i släktet Amblypodia och familjen juvelvingar. IUCN kategoriserar arten globalt som livskraftig. Inga underarter finns listade i Catalogue of Life.